# دانشگاه اگوستینو نیتو
دانشگاه اگوستینو نیتو (به لاتین: Agostinho Neto University) یک دانشگاه دولتی در آنگولا است.